# Slag bij Brustem
De Slag bij Brustem vond op 28 oktober 1467 plaats in Brustem, een deelgemeente van Sint-Truiden in de Belgische provincie Limburg.

## De aanleiding
In 1465 was de Eerste Luikse Oorlog tegen de door Filips de Goede aangestelde prins-bisschop Lodewijk van Bourbon door Filips gewonnen. Dat had geleid tot de vernederende Vrede van Sint-Truiden. Bij het overlijden van Filips kwamen de Luikenaars echter opnieuw in opstand tegen de gehate prins-bisschop, die de vlucht nam.
De Luikenaars hoopten op steun van de Franse koning Lodewijk XI, de tegenstander van de Bourgondiër Karel de Stoute die intussen zijn overleden vader had opgevolgd. Toen Karel merkte dat Lodewijk zijn belofte niet nakwam trok hij met een beroepsleger van 25.000 man op naar Luik.

## De slag
Het was de laatste veldslag in de Lage Landen tussen een volksmilitie en een leger. De Luikse en Loonse milities bestonden uit een samenraapsel van 12.000 man waaronder 500 ruiters. Ze werden aangevoerd door Raes van Heers, zijn vrouw Pentacosta van Grevenbroek en Jan de Wilde, heer van Kessenich. Ook Vincent van Buren maakte deel uit van de troepenmacht.
Raes koos het zompig gebied tussen Brustem, Sint-Truiden en Ordingen om slag te leveren. Hij wilde zo het effect van de Bourgondische artillerie beperken. Karel rukte op vanuit Sint-Truiden dat hij op 27 oktober belegerde om uitvalspogingen te vermijden.
Raes wilde tijd winnen en wachtte op versterkingen maar de Tongerse milities vielen overmoedig aan. De 4000 doden waren voor het overgrote deel leden van het volksleger dat te maken kreeg met de Bourgondische overmacht. Raes zag de nederlaag aankomen en vluchtte, samen met de Franse gezant François Royer, baljuw van Lyon. Zijn troepen boden langer weerstand maar ze werden verplicht te vluchten richting Ordingen en Zepperen. Karel liet zijn leger iedereen die hun in de handen viel over de kling jagen. Luik en Loon moesten het gezag van Karel de Stoute erkennen. Karel beval alle Loonse steden hun muren binnen een maand na 8 november (1467) af te breken.